# Hayata Ishii
Hayata Ishii (japanisch 石井 隼太 Ishii, Hayata; * 6. Juli 2001 in der Präfektur Tokio) ist ein japanischer Fußballspieler.

## Karriere
Hayata Ishii erlernte das Fußballspielen in der Schulmannschaft der Teikyo High School sowie in der Universitätsmannschaft der Josai International University. Von Mitte Juni 2023 bis Saisonende 2023 wurde er von der Universität an den Zweitligisten Mito Hollyhock ausgeliehen. Sein Zweitligadebüt für den Verein aus Mito gab Ishii am 24. Juni 2023 (22. Spieltag) im Heimspiel gegen den FC Machida Zelvia. Bei dem 1:1-Unentschieden stand er in der Startelf und wurde in der 87. Minute gegen Jefferson Tabinas ausgewechselt. Während seiner Ausleihe bestritt er neun Ligaspiele. Nach der Ausleihe wurde er am 1. Februar 2024 fest von Mito Hollyhock unter Vertrag genommen. Nach elf Ligaspielen in der Saison 2024 wechselte er im Januar 2025 zum ebenfalls in der zweiten Liga spielenden Vegalta Sendai.